# Chapdes-Beaufort
Chapdes-Beaufort é uma comuna francesa na região administrativa de Auvérnia-Ródano-Alpes, no departamento Puy-de-Dôme. Estende-se por uma área de 31,59 km². Em 2010 a comuna tinha 1 124 habitantes (densidade: 35,6 hab./km²).